# Qaramqol (huyện)
Qaramqol là một huyện thuộc tỉnh Faryab, Afghanistan. Dân số thời điểm năm 1999 là 16,833 người.